# Dunja Mijatović
Dunja Mijatović (Sarajevo, 8 settembre 1964) è una politica e attivista bosniaca, rappresentante OSCE per la libertà dei media dal 2010 al 2017 e commissaria per i diritti umani del Consiglio d'Europa dal 2018 al 31 marzo 2024.

## Biografia
Mijatović ha studiato presso l'università della propria città natale, l'università di Bologna, l'università del Sussex e la London School of Economics.
Dunja Mijatović ha ricoperto numerosi compiti, in capo a diverse organizzazioni internazionali, in materia di difesa dei diritti umani. In particolar modo nel campo della tutela della libertà d'espressione e nel monitorare, in ambito internazionale, tali diritti.